# Витриола (Модена)
Витриола је насеље у Италији у округу Модена, региону Емилија-Ромања.
Према процени из 2011. у насељу је живело 179 становника. Насеље се налази на надморској висини од 607 м.